# Pierre Plateau
Pierre Marie Léon Augustin Plateau (Saint-Servan, departamento de Ille-et-Vilaine, França, 10 de janeiro de 1924 - Saint-Malo, 26 de abril de 2018) foi um clérigo católico romano francês e arcebispo de Bourges.
Depois de completar sua formação no Couvent des Cordeliers de Dinan, Pierre Plateau foi ordenado sacerdote para a Arquidiocese de Rennes em 28 de junho de 1947. Foi professor de filosofia na instituição de Saint-Malo e de 1974 a 1979 diretor diocesano da educação católica em Rennes.
Em 2 de fevereiro de 1979, o Papa João Paulo II o nomeou Bispo Titular de Gunela e Bispo Auxiliar de Rennes. O Arcebispo de Rennes, Cardeal Paul Gouyon, o consagrou em 22 de abril do mesmo ano; Os co-consagradores foram Jean Honoré, Bispo de Évreux, e Eugène-Marie Ernoult, Arcebispo de Sens. 
Em 8 de abril de 1984, foi nomeado Arcebispo de Bourges. Em 1985 e 1986 foi Companheiro do Bispo da Federação Francesa de Esporte e Cultura (FSCF).
Em dezembro de 1987, Plateau, junto com o bispo de Angoulême, Georges Rol, processou o governo francês por planejar uma reforma da educação escolar em detrimento do catecismo.
Em 25 de abril de 2000, João Paulo II aceitou sua renúncia por motivos de idade. Plateau posteriormente se aposentou em seu bretão natal e morreu no hospital de Saint-Malo em 2018. Seu funeral ocorreu em 7 de maio de 2018.